# Lino Oris de Roa
Lino Oris de Roa (España, 1845 - Buenos Aires, 17 de julio de 1720) fue un militar argentino de origen español, que de destacó en las fases finales de la Conquista del Desierto.
Inmigró con sus padres a principios de los años 1860, y se incorporó a las milicias de la provincia de Buenos Aires. Cuando estalló la Guerra de la Triple Alianza marchó al frente de combate.
Terminada la guerra en el Paraguay, en 1870, participó en la lucha contra la revolución de Ricardo López Jordán, último caudillo federal. Pero antes de terminar ese año se incorporó al [[Colegio Militar de la Nación (Argentina)|Colegio Militar, donde fue docente y subdirector.
En 1876 fue destinado a hacer exploraciones en la Patagonia. Por sus conocimientos técnicos, participó en la Conquista del Desierto como jefe de las líneas telegráficas del Río Negro.
A su pedido, fue incorporado con el rango de teniente coronel a las tropas de línea del Ejército y enviado por mar a Puerto Deseado con una partida de 30 hombres con las que debía explorar y, de ser necesario, combatir a los últimos indígenas rebeldes, partiendo de la costa patagónica. Al llegar fue informado de que un pequeño grupo de tehuelches con su cacique estaban acampados en las cercanías; no eran guerreros, sino que estaba comerciando con los bolicheros de Puerto Deseado, intercambiando productos secundarios de la caza de guanacos y choiques -cueros y plumas. Su cacique era el prestigioso Orkeke, conocido y amigo de los blancos desde hacía décadas. Considerando que la orden de capturar indios insumisos abarcaba a cualquier cacique indígena, capturó al desprevenido Orkeke y a muchos de los miembros de la tribu. Envió a Orkeke a Buenos Aires como un trofeo de guerra, aunque mandó con él a su esposa Hadd y su hija Meka; el cacique moriría en Buenos Aires sin haber podido regresar a la Patagonia.
A continuación inició la exploración de la actual provincia del Chubut en busca de las tribus que habían huido desde el Neuquén durante las campañas ofensivas de Conrado Villegas a la región. Entre ellos, los caciques Sayhueque, Inacayal y Foyel eran los principales, y con sus guerreros y familias recorrían el noroeste del actual Chubut huyendo de las partidas que había enviado Villegas para perseguirlos, especialmente de la de Nicolás Palacios, quien había derrotado seriamente a  Sayhueque e Inacayal cerca del lago Nahuel Huapi.
Tras pasar por la Colonia galesa del Chubut, donde le informaron de la muerte de tres exploradores galeses a manos de guerreros de Inacayal, construyó un fortín para defender la colonia. Reforzado con más de cien hombres, se trasladó a Valcheta, buscando impedir que los indígenas huyeran hacia el este; avanzó hacia el oeste, recorriendo lugares como Los Menucos, Maquinchao, Tromeniyeu y Jalalabat, pero no los encontró.
Mientras tanto, tras ser derrotados en Apeleg o Apulé y en el arroyo Genoa, Inacayal y Foyel se rindieron en octubre de 1884 en Junín de los Andes; en el mismo lugar se rendiría Sayhueque el primer día del año 1885.
Posteriormente Oris de Roa pasó al Estado Mayor General del Ejército, ocupando los cargos de secretario, ayudante mayor y por fin Jefe del Estado Mayor.
Falleció en Buenos Aires el 17 de junio de 1920.